# Cha Cha Slide
Cha Cha Slide is een single uit 2000 van DJ Casper. De single werd in 2004 opgepikt door de Universal Records en begon dan wereldwijd uit te brengen.

## Hitnotering
| "Cha Cha Slide" in de Ultratop 50 - binnen 17-04-2004 | "Cha Cha Slide" in de Ultratop 50 - binnen 17-04-2004 | "Cha Cha Slide" in de Ultratop 50 - binnen 17-04-2004 | "Cha Cha Slide" in de Ultratop 50 - binnen 17-04-2004 | "Cha Cha Slide" in de Ultratop 50 - binnen 17-04-2004 | "Cha Cha Slide" in de Ultratop 50 - binnen 17-04-2004 | "Cha Cha Slide" in de Ultratop 50 - binnen 17-04-2004 | "Cha Cha Slide" in de Ultratop 50 - binnen 17-04-2004 | "Cha Cha Slide" in de Ultratop 50 - binnen 17-04-2004 | "Cha Cha Slide" in de Ultratop 50 - binnen 17-04-2004 | "Cha Cha Slide" in de Ultratop 50 - binnen 17-04-2004 | "Cha Cha Slide" in de Ultratop 50 - binnen 17-04-2004 | "Cha Cha Slide" in de Ultratop 50 - binnen 17-04-2004 | "Cha Cha Slide" in de Ultratop 50 - binnen 17-04-2004 | "Cha Cha Slide" in de Ultratop 50 - binnen 17-04-2004 | "Cha Cha Slide" in de Ultratop 50 - binnen 17-04-2004 | "Cha Cha Slide" in de Ultratop 50 - binnen 17-04-2004 | "Cha Cha Slide" in de Ultratop 50 - binnen 17-04-2004 | "Cha Cha Slide" in de Ultratop 50 - binnen 17-04-2004 | "Cha Cha Slide" in de Ultratop 50 - binnen 17-04-2004 | "Cha Cha Slide" in de Ultratop 50 - binnen 17-04-2004 | "Cha Cha Slide" in de Ultratop 50 - binnen 17-04-2004 | "Cha Cha Slide" in de Ultratop 50 - binnen 17-04-2004 | "Cha Cha Slide" in de Ultratop 50 - binnen 17-04-2004 | "Cha Cha Slide" in de Ultratop 50 - binnen 17-04-2004 |
| Week                                                  | 1                                                     | 2                                                     | 3                                                     | 4                                                     | 5                                                     | 6                                                     | 7                                                     | 8                                                     | 9                                                     | 10                                                    | 11                                                    | 12                                                    | 13                                                    | 14                                                    | 15                                                    | 16                                                    | 17                                                    | 18                                                    | 19                                                    | 20                                                    | 21                                                    | 22                                                    | 23                                                    |                                                       |
| ----------------------------------------------------- | ----------------------------------------------------- | ----------------------------------------------------- | ----------------------------------------------------- | ----------------------------------------------------- | ----------------------------------------------------- | ----------------------------------------------------- | ----------------------------------------------------- | ----------------------------------------------------- | ----------------------------------------------------- | ----------------------------------------------------- | ----------------------------------------------------- | ----------------------------------------------------- | ----------------------------------------------------- | ----------------------------------------------------- | ----------------------------------------------------- | ----------------------------------------------------- | ----------------------------------------------------- | ----------------------------------------------------- | ----------------------------------------------------- | ----------------------------------------------------- | ----------------------------------------------------- | ----------------------------------------------------- | ----------------------------------------------------- | ----------------------------------------------------- |
| Nummer                                                | 37                                                    | 16                                                    | 4                                                     | 3                                                     | 3                                                     | 2                                                     | 2                                                     | 3                                                     | 3                                                     | 2                                                     | 4                                                     | 5                                                     | 5                                                     | 7                                                     | 9                                                     | 11                                                    | 11                                                    | 17                                                    | 20                                                    | 24                                                    | 31                                                    | 37                                                    | 43                                                    | uit                                                   |